# من النظرة الثانية (مسلسل)
من النظرة الثانية
(بالهندية: इस प्यार को क्या नाम दूं?) هو مسلسل تقليدي هندي عرض لأول مرة على قناة ستار بلس الهندية عام 2011 باسم ماذا نسمي هذا الحب؟ وعرض بعد اربع سنوات في الشرق الأوسط على إم بي سي بوليوود بعنوان من النظرة الثانية وهو مقسم إلى ثلاث أجزاء، والمسلسل من بطولة بارون سوبتي في دور ارناف سينغ رايزادا وسنايا إيراني في دور كوشي كوماري غوبتا.
وتم بث المسلسل في الهند لمجموعة محدودة من 8 حلقات على قناة Hotstar الهندية ابتداء من 24 نوفمبر عام 2015 بعد غياب لمدة ثلاث سنوات. وتم الإعلان أيضاً عن إنتاج نسخة إنترنت من المسلسل. وقد حصد جوائز عدة، ووصف بأنه الدراما الأكثر رومانسية في الهند أخيراً، ويعتبر من أشهر المسلسلات الهنديه وذلك بحسب استطلاعات جماهيرية. كما يتمتع بطلا العمل بكاريزما قوية، وقد نجحا بأن يشكلا ثنائياً مميزاً، نال استحساناً جماهيرياً واسعاً.[بحاجة لمصدر]

## نبذة مختصرة عن قصة المسلسل
تدور الاحداث حول كوشي كوماري غوبتا (سانايا إيراني)، الفتاة البسيطة والتقليدية التي تنتمي إلى منطقة بعيدة عن العاصمة، وتعيش في ظل عادات وتقاليد صارمة، ولقاؤها بـ أرناف سينغ رايزادا (بارون سوبتي)، الشاب الثري، المتغطرس والمغرور، الذي لا يعترف بوجود الحب أساساً، سيغير حياتها. في هذا الوقت، تتبدل مشاعره، وتتغير طباعه عند لقائه بفتاة أحلامه، من دون سابق تصور وتصميم. وإذا كان غرور الشاب وعنجهيته يمنعانه من الاعتراف بحبه الوليد، فإن خجل الفتاة وانتماءها إلى أسرة محافظة، سيجعلانها ترفض الاعتراف - حتى أمام نفسها- بأنها تميل إلى هذا الشاب الغني، غريب الأطوار. ويمر الحبيبان بمرحلة من المد والجزر، ويزعجهما عدم اعتراف الآخر بمشاعره، ويعتقد كل منهما أنه يعيش حباً من طرف واحد. ولن يتأخر الشاب بالاعتراف لشقيقته - أقرب الناس إلى قلبه - بأنه وقع في الغرام، وستحاول هذه الأخيرة مساعدته في التقرب من حبيبته، ولكنه سوف يجبرها على الزواج منه لانه ظن انها على علاقه ب(شيام) ولكنه كان مخطأ وكان يعاملها بقسوه لانه اكتشف خيانتها وهو تزوجها من اجل ان يحمي اخته وهو تزوجها في السر وبعدها فاجئهم بهذا الزواج وبعدها عائلة (كوشي كوماري غوبتا) تبرءوا منها ورفضتها عائلة (ارناف سينغ رايزادا) ولكن مع مرور الوقت العائلتين تقبلوها وعائلة (ارناف) تقبلتها ككنه لعائلة (رايزادا) ولكن بعد كل هذا مازال ارناف يعاملها بقسوه و(كوشي) تحاول اخبار (ارناف) بالحقيقة ولكنه لا يستمع إليها ومن ثم يتم اختطاف (ارناف) من قبل (شيام) لكي يتم القضاء على (ارناف ) وبعدها (ارناف ) يعترف بحبه ل(كوشي) وتمر القصة حول المشاكل والعواقب التي ستواجهم وسيكون الوقت كفيلاً بأن يجعل الحبيبين يعترفان بمشاعرهما.

## الممثلين
الابطال الرئيسيين
| الممثل       | الدور                           | السنة     |
| ------------ | ------------------------------- | --------- |
| بارون سوبتي  | ارناف سينغ راي زادا             | 2011-2012 |
| سنايا ايراني | كوشي كوماري كوبتا سينغ راي زادا | 2011-2012 |

المساعدين
| الممثل                     | الدور                    | السنة     |
| -------------------------- | ------------------------ | --------- |
| Vishesh Bansal             | اراف ارناف سينغ راي زادا | 2012      |
| Daljeet Kaur               | انجالي راي زادا          | 2011-2012 |
| أبهاس ميهتا                | شيام مانوهرا             | 2011-2012 |
| Deepali Pansare            | بيال اكاش سينغ راي زادا  | 2011-2012 |
| Akshay Dogra               | اكاش سينغ راي زادا       | 2011-2012 |
| Karan Goddwani             | ناندا كاشور              | 2011-2012 |
| Sanjay Batra               | شاشي كوبتا :             | 2011-2012 |
| Tuhina Vohra/Pyumori Mehta | كاريما شاشي كوبتا        | 2011-2012 |
| Abha Parmar                | مادهوماري كوبتا          | 2011-2012 |
| جاشري ت.                   | ديفيانا راي زادا         | 2011-2012 |
| من النظرة الثانية (مسلسل)  | مانورما راي زادا         | 2011-2012 |
| Rajesh Jais                | ماهيندرا راي زادا        | 2011      |
| سانا ماكبول                | لافانيا كشياب            | 2011      |
| Swati Chitnis              | سوبهادرا ديفي            | 2012      |
| مادورا نايك                | شيتال كابور              | 2012      |

## الجوائز والترشيحات
| السنة | الجائزة                               | التصنيف                         | العمل                     | النتيجة |
| ----- | ------------------------------------- | ------------------------------- | ------------------------- | ------- |
| 2012  | Star Parivaar Awards                  | أفضل ممثل قيادي                 | بارون سوبتي               | فوز     |
| 2012  | Star Parivaar Awards                  | أفضل ثنائي دراما                | بارون سوبتي وسنايا ايراني | فوز     |
| 2012  | Star Parivaar Awards                  | الثنائي الدراما الأكثر شعبية    | بارون سوبتي وسنايا ايراني | فوز     |
| 2012  | Star Parivaar Awards                  | أفضل ممثلة في دور كوميدي        | من النظرة الثانية (مسلسل) | فوز     |
| 2012  | Star Parivaar Awards                  | أفضل ممثل في دور سلبي           | ابهاس ميهتا               | فوز     |
| 2012  | Star Parivaar Awards                  | الممثل الأكثر أناقة             | بارون سوبتي               | فوز     |
| 2012  | Star Parivaar Awards                  | الممثلة الأكثر أناقة            | سنايا ايراني              | رُشِّح     |
| 2012  | Star Parivaar Awards                  | Favourite Behen                 | دالجيت كور                | رُشِّح     |
| 2012  | Star Parivaar Awards                  | Favourite Pita                  | Sanjay Batra              | رُشِّح     |
| 2012  | Star Parivaar Awards                  | Favourite Beti                  | سنايا ايراني              | رُشِّح     |
| 2012  | The Global Indian Film and TV Honours | الممثل الأكثر وسامة             | بارون سوبتي               | فوز     |
| 2012  | The Global Indian Film and TV Honours | أفضل ثنائي على الشاشة           | بارون سوبتي وسنايا ايراني | رُشِّح     |
| 2012  | Indian Television Academy Awards      | الممثل المفضل (تصويت الجمهور)   | بارون سوبتي               | فوز     |
| 2012  | Indian Television Academy Awards      | الممثلة المفضلة(تصويت الجمهور)  | سنايا ايراني              | رُشِّح     |
| 2012  | Indian Telly Awards                   | الممثل المفضل في دور سلبي       | ابهاس ميهتا               | رُشِّح     |
| 2012  | Indian Telly Awards                   | الممثل الأكثر إثارة في سنة 2012 | بارون سوبتي               | رُشِّح     |
| 2012  | Indian Telly Awards                   | أفضل كوبل على الشاشة            | بارون سوبتي وسنايا ايراني | فوز     |
| 2012  | People's Choice Awards India          | الممثل الأكثر شعبية             | بارون سوبتي               | فوز     |
| 2012  | People's Choice Awards India          | الثنائي الأكثر شعبية            | بارون سوبتي وسنايا ايراني | فوز     |
| 2012  | Zee Golden Awards India               | وجه العام في سنة(2012)(للنساء)  | سنايا ايراني              | فوز     |

## البث
مسلسل الهم العديد من الدول قد تم عرضه في كندا وبنغاليا وفيتنام وتركيا وجمايكا وأوزبكستان والعديد من الدول وفي الشرق الأوسط بأسم من النظرة الثانية (مدبلج للعربيه)
وتمت الدبلجة باللغة العربية وبلهجة سورية في شركة إيمدج برودكشن هاوس بلبنان

## وصلات خارجية
- ماذا اسمي هذا بالحب على موقع IMDb (الإنجليزية)
- ماذا اسمي هذا بالحب على موقع كينوبويسك (الروسية)
- ماذا اسمي هذا بالحب على موقع قاعدة بيانات الفيلم (الإنجليزية)